# Dermoloma josserandii
Dermoloma josserandii är en svampart. Dermoloma josserandii ingår i släktet Dermoloma och familjen Tricholomataceae.  Arten är reproducerande i Sverige.

## Underarter
Arten delas in i följande underarter:
- phaeopodium
- josserandii